# Colyton
Colyton est une ville et une paroisse civile du Devon, en Angleterre. Elle est située dans l'est du comté, à une quarantaine de kilomètres à l'est de la ville d'Exeter. Administrativement, elle relève du district d'East Devon. Au recensement de 2011, elle comptait 3 165 habitants.

## Géographie

### Localisation
Colyton est une ville située dans l'Angleterre du Sud-Ouest. Elle se trouve dans l'est du comté cérémoniel du Devon. Elle est traversée par la Coly (en), un affluent de l'Axe (en). Le port de mer de Seaton se situe à quatre kilomètres au sud et la ville d'Axminster, à une dizaine de kilomètres à l'est.
| Northleigh | Shute   | Whitford (en) |
| Southleigh | Colyton | Musbury       |
| Colyford   | Seaton  | Axmouth       |

### Transports
La route B3161, qui longe la Coly, relie Colyton au village de Colyford, à quelques kilomètres au sud, et à la route A3052 qui traverse tout le sud du Devon d'ouest en est, entre Clyst St Mary et Charmouth dans le Dorset.
Une gare de chemin de fer ouvre à Colyton en 1868 sur la Seaton branch line (en), qui relie Seaton, station balnéaire populaire, à l'axe ferroviaire majeur que constitue la West of England line (en). Cette ligne secondaire est fermée en 1966, mais elle est utilisée depuis 1970 par une petite ligne de tramway touristique, le Seaton Tramway (en). L'arrêt de Colyton en constitue le terminus au nord.
La ville est traversée par le East Devon Way (en), un sentier de longue randonnée qui relie Exmouth et Lyme Regis en longeant la Manche.

## Toponymie
Le nom Colyton signifie « ferme près de la Coly », du vieil anglais tūn suffixé à un nom de cours d'eau d'origine celtique. Il est attesté dès 946 sous la forme Culintona. Dans le Domesday Book, le nom du village est orthographié Colitone.

## Histoire
C'est à Colyton que le roi Edmond Ier, qui règne de 939 à 946, promulgue le troisième et dernier de ses codes de lois, peut-être en 945. Ce texte témoigne de la préoccupation royale pour le maintien de l'ordre public.
Le Domesday Book rapporte que Colyton est la propriété du roi Guillaume le Conquérant en 1086, après avoir été celle de son prédécesseur Édouard le Confesseur, mort en 1066. Le village compte 34 foyers et sa valeur annuelle est évaluée à 11 livres et 15 shillings. Colyton est également le siège d'un des hundreds du comté de Devon.
Le comte de Cornouailles Réginald de Dunstanville bénéficie des revenus du manoir de Colyton à partir de 1160 environ, ce qui représente une rente annuelle de 20 livres. En 1194, le roi Richard Cœur de Lion accorde le manoir de Colyton à son serviteur Thomas Basset (mort en 1220), qui descend par sa mère de Réginald de Dunstanville. Il ne laisse que des filles, dont une, Philippa, épouse le comte de Warwick Henry de Beaumont. C'est une autre fille, Jeanne, qui hérite de Colyton, donnant lieu à une dispute entre son mari Réginald de Vautort (mort en 1245) et Walter de Dunstanville.
Le château de Colcombe (en), situé à proximité de Colyton, est l'un des sièges de la famille de Courtenay.

## Culture locale et patrimoine

### Lieux et monuments
L'église paroissiale de Colyton est dédiée à saint André.
Le manoir de Great House (en) remonte au début du XVIIe siècle. C'est la résidence de la famille Yonge, dont le chef, John Yonge (1602-1663), est anobli en 1661 et reçoit le titre de baronnet Yonge de Culliton. Ses descendants résident à Great House jusqu'à la mort en 1812 du cinquième et dernier baronnet, George Yonge, qui ne laisse pas d'enfants.
La grammar school de Colyton est fondée en 1546.

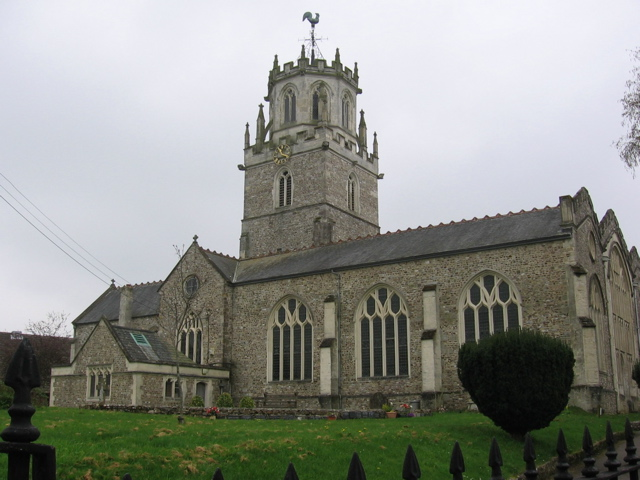
L'église paroissiale.
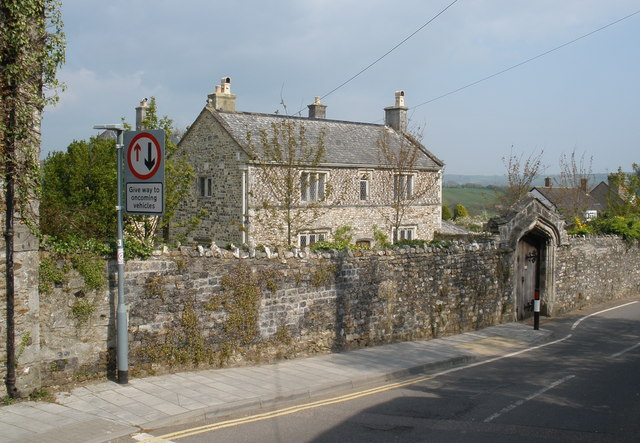
Great House.
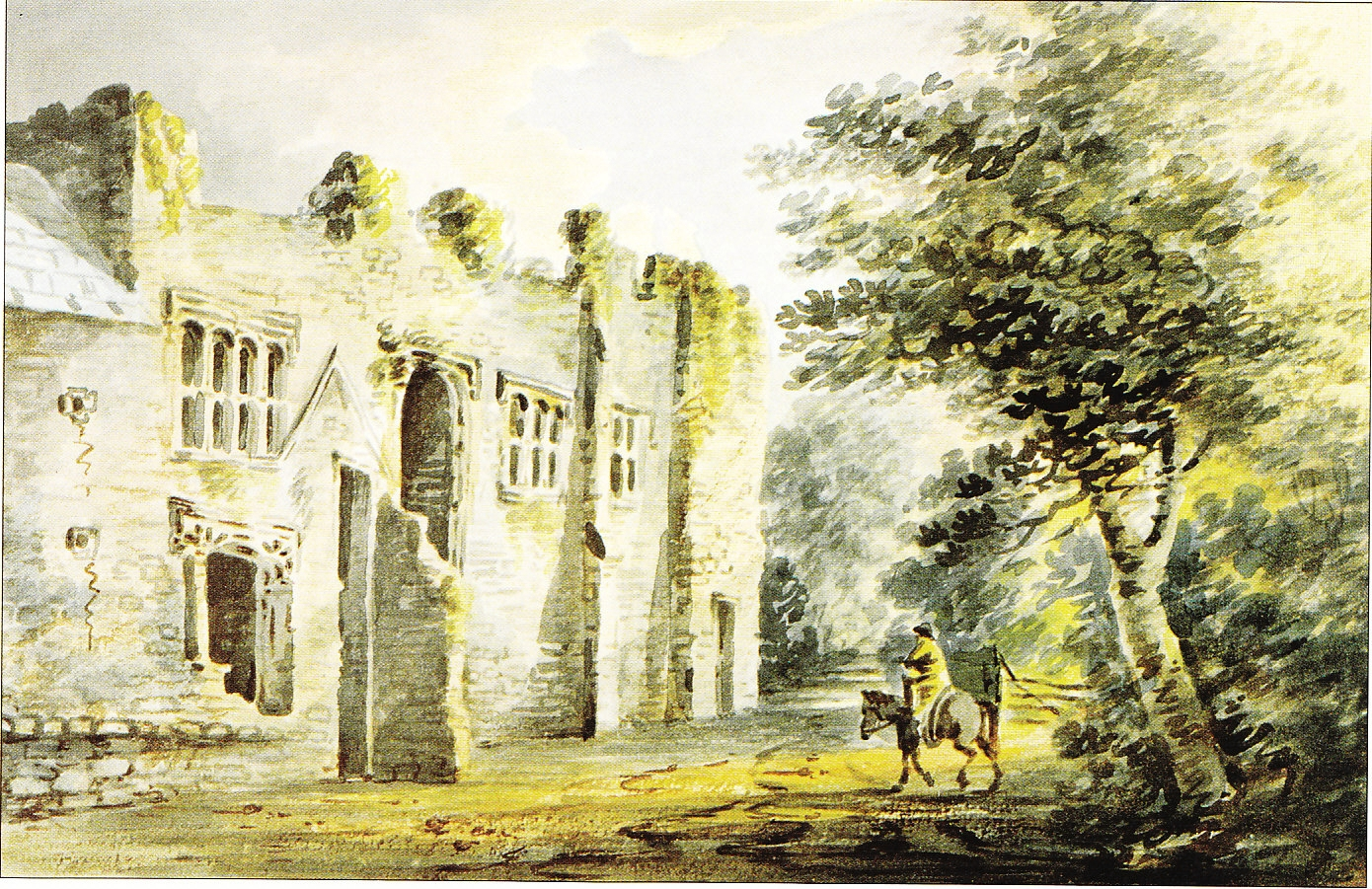
Les ruines du château de Colcombe (aquarelle de 1795).

### Personnalités liées
- L'antiquaire William Pole (en) (1561-1635) est enterré à Colyton.
- Le juge Roger Hill (en) (1605-1667) est né à Colyton.
- Le puritain Thomas Manton (en) prêche à Colyton de 1643 à 1645.
- Les baronnets John Yonge (1602-1663), Walter Yonge (1625-1670), Walter Yonge (1653-1731), William Yonge (1693-1755) et George Yonge (1731-1812) sont nés à Colyton.
- Le poète Théophile-Jules-Henri Marzials (en) (1850-1920) termine sa vie à Colyton. Il est enterré dans le cimetière de l'église.
- L'apiculteur Ted Hooper (1918-2010) est né à Colyton.
- Le metteur en scène Peter Wood (en) (1925-2016) est né à Colyton.